# Epidendrum nubium
Epidendrum nubium är en orkidéart som beskrevs av Heinrich Gustav Reichenbach. Epidendrum nubium ingår i släktet Epidendrum och familjen orkidéer. Inga underarter finns listade i Catalogue of Life.